# Фокс-Стрэнгуэйс, Стивен, 1-й граф Илчестер
Стивен Фокс-Стренгуэйс, 1-й граф Илчестер (англ. Stephen Fox-Strangways, 1st Earl of Ilchester; 12 сентября 1704 — 26 сентября 1776) — британский пэр и член парламента.

## Происхождение
Родился 12 сентября 1704 года. Старший сын сэра Стивена Фокса (1627—1716), первого казначея вооружённых сил, и его второй жены Кристианы Хоуп (? — 1718). Его младший брат — Генри Фокс, 1-й барон Холланд, отец Чарльза Джеймса Фокса.

## Карьера
Он получил образование в Итонском колледже и Крайст-Черч в Оксфорде, затем отправился в гран-тур. После смерти отца в 1716 году он унаследовал (среди других поместий) Редлинч-Парк в Сомерсете, где улучшил и дом, и сады. Он купил земли в графствах Уилтшир и Сомерсет. Его отец был назначен на прибыльную должность казначея войск при короле Карле II, на этом посту он заработал огромное состояние.
С 1726 по 1741 год Стивен Фокс заседал в Палате общин Великобритании от Шефтсбери в Дорсете.
11 мая 1741 года он стал пэром Великобритании и вступил в Палату лордов в качестве барона Илчестера из Илчестера в графстве Сомерсет и барона Стрэнгуэйса из Вудфорда в графстве Дорсет.
12 января 1747 года ему был пожалован титул барона Илчестера и Ставордейла из Редлича в графстве Сомерсет.
17 июня 1756 года ему был пожалован титул графа Илчестера с правом наследования для мужского потомства его младшего брата Генри Фокса.
В 1763 году стал членом Тайного совета Великобритании.

## Частная жизнь
Стивен Фокс был любовником автора дневников и придворного Джона Херви около десяти лет, с 1726 по 1736 год. Сохранилось множество их страстных писем. Херви первоначально отдавал предпочтение брату Фокса, Генри Фоксу, но когда ему «очаровательно отказали», он ухаживал за Фоксом. Их отношения закончились примерно в то время, когда Фокс заключил брак по расчёту.

## Брак и дети
15 марта 1735 года 31-летний Стивен Фокс женился на 13-летней Элизабет Хорнер (1723—1792), дочери и единственной наследницы Томаса Стрэнгуэйса Хорнера (1688—1741), члена парламента и владельца поместья Меллс в Сомерсете, шерифа Сомерсета в 1711—1712 годах, от его жены Сюзанны Стрэнгуэйс, дочери Томаса Стрэнгуэйса (1643—1713). У супругов были следующие дети:
- Леди Сюзанна Сара Луиза Фокс-Стрэнгуэйс (1 февраля 1743—1827)[6], известная как «Сьюзен». В 1764 году вышла замуж за ирландского актёра Уильяма О’Брайена (ок. 1740—1815).
- Леди Шарлотта Элизабет Фокс-Стрэнгуэйс (род. 11 марта 1744)[7]
- Леди Джулиана Джудит Фокс-Стрэнгуэйс (род. 10 июля 1745)[8]
- Генри Томас Фокс-Стренгуэйс, 2-й граф Илчестер (29 июля 1747 — 5 сентября 1802), старший сын и преемник отца[9].
- Леди Люси Фокс-Стрэнгуэйс (15 декабря 1748 — 16 августа 1787)[10], вышла замуж за полковника Стивена Дигби
- Леди Кристиан Генриетта Каролина Фокс-Стрэнгуэйс, известная как «Гарриет» (3 января 1750 — 21 июля 1815)[11], которая в 1770 году вышла замуж за полковника Джона Дайка Экланда (1746—1778) из Теттона и Пикстона в Сомерсете, члена парламента от консерваторов от Каллингтона в Корнуолле. Их дочь Китти Экланд вышла замуж за Генри Герберта, 2-го графа Карнарвона (1772—1833).
- Подполковник Стивен Стрэнгуэйс Дигби Фокс-Стренгвейс (3 декабря 1751 — 12 марта 1836)[12]
- Леди Фрэнсис Мюриэл Фокс-Стрэнгуэйс (август 1755 — 5 мая 1814), в 1777 году вышедшая замуж за Валентина Куина, 1-го графа Данрейвена и Маунт-Эрла.
- Преподобный Чарльз Редлинч Фокс-Стрэнгуэйс (27 апреля 1761 — 4 ноября 1836), женившийся на Джейн Хейнс.

## Смерть и погребение
Стивен Фокс скончался 26 сентября 1776 года в возрасте 72 лет, и ему наследовал его старший сын Генри Фокс-Стренгвейс.